# Nico Müller
Nico Sebastian Müller (Tune, 25 de fevereiro de 1992), é um automobilista suíço que atualmente compete na Fórmula E pela equipe Andretti Formula E. Estreou na categoria em 2019 pela equipe GEOX Dragon, passando pela ABT CUPRA entre os anos de 2022 e 2024. Também disputou o Mundial de Endurance pela equipe Peugeot TotalEnergies, com quem correu de 2022 a 2024. Anteriormente, disputou a DTM entre os anos de 2014 e 2020, pela Audi. É piloto de fábrica da Porsche.

## Biografia
Nico Sebastian Müller nasceu em Tune e atualmente vive em Blumenstein, também na Suíça. Em 2016, iniciou relacionamento com a modelo alemã Victoria Paschold, com quem se casou em 2023. Em 2020, ele anunciou o nascimento de seu filho Fynn.

## Carreira
Müller começou sua carreira no kart em 2004, em 2006 terminou em terceiro na ICA Junior Cup Suíça e em segundo no Campeonato Suíço Júnior. Em 2007, conquistou seu primeiro campeonato, a Bridgestone Cup suíça na classe KF3.
Em 2008, mudou para as corridas de monopostos, correndo pela equipe Jenzer Motorsport na Fórmula Renault suíça. Em seu primeiro ano, alcançou uma vitória, dois pódios e terminou em quinto na classificação. No ano seguinte continuou na série, dominando o campeonato com nove poles, nove vitórias e doze pódios em doze corridas, nunca ficando abaixo do segundo lugar.

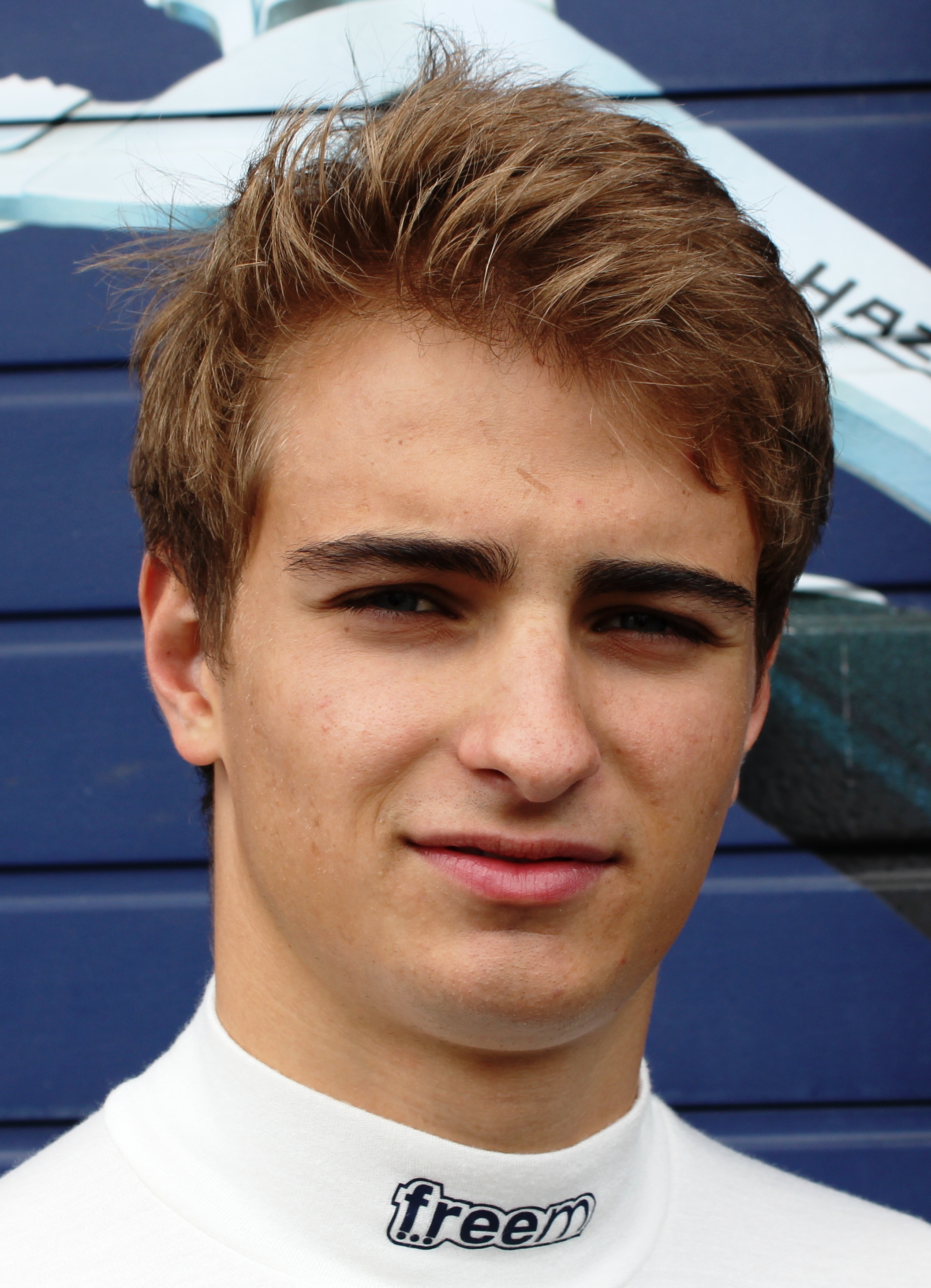
Nico Müller em 2012

Em 2010, Müller disputou a temporada inaugural da GP3 Series com a Jenzer. Ele conquistou duas vitórias na série e terminou em terceiro na classificação de pilotos, 18 pontos atrás do vice Robert Wickens e 35 atrás do campeão Esteban Gutiérrez. Continuou na GP3 em 2011, onde conquistou apenas uma vitória, terminando em quarto lugar, com os mesmos 36 pontos de Adrian Quaife-Hobbs, mas o superando por ter mais pódios. Müller também ficou 28 pontos atrás do campeão Valtteri Bottas.
Nos dois anos seguintes, Müller correu na Fórmula Renault 3.5 com a Draco Racing, sendo parceiro de André Negrão. Em 2012, Müller teve como melhor resultado um pódio em Nürburgring, sendo o nono colocado. Seu melhor ano foi 2013, quando teve duas vitórias, três pódios e ficou na quinta colocação.

### DTM

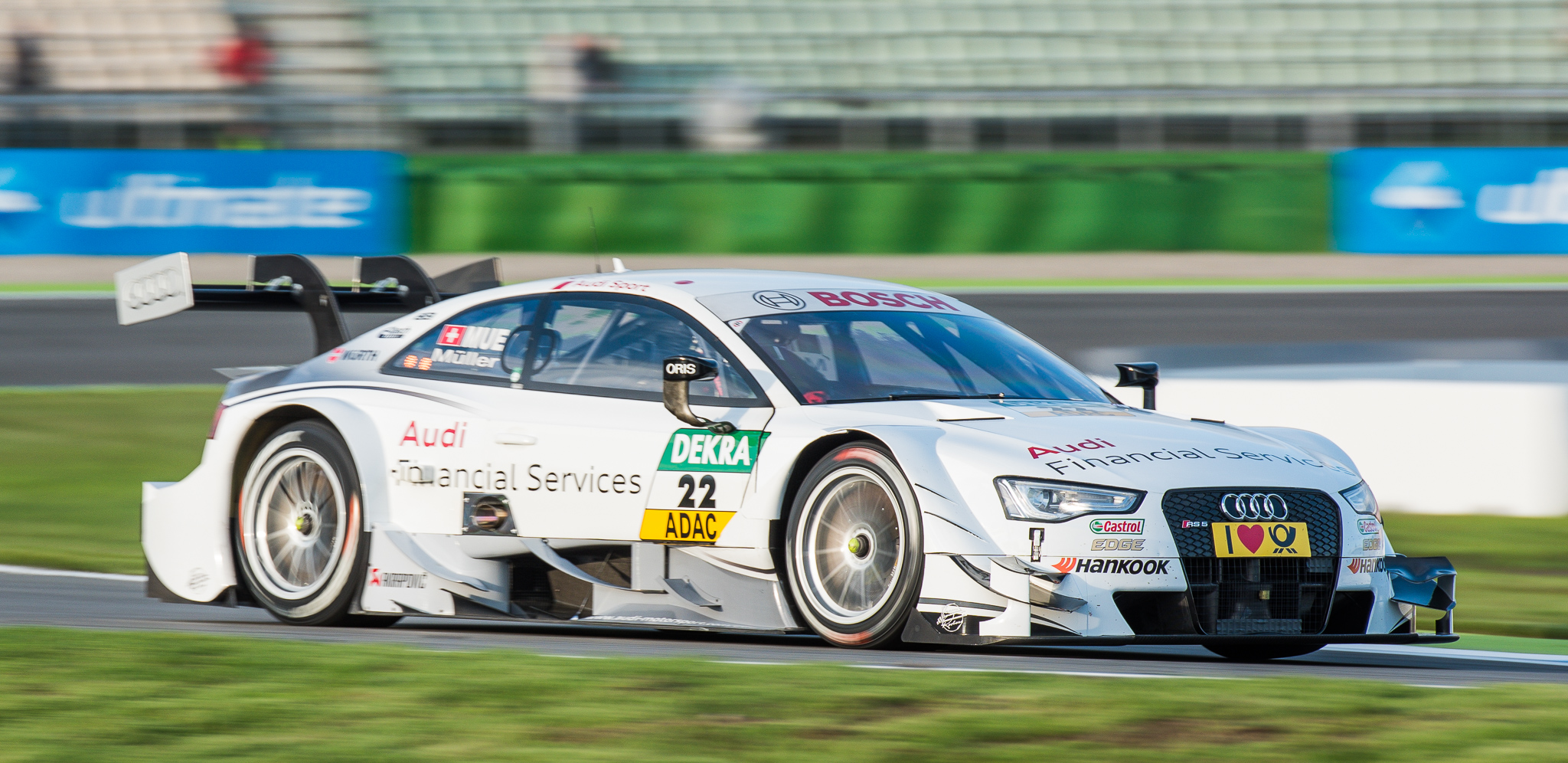
Carro de Müller em 2014, ano de sua estreia no DTM

Em 2014, foi contratado pela Audi Sport Team Rosberg para correr no DTM. Ele só marcou pontos na corrida de Moscou, na qual foi o quinto colocado, e terminou seu primeiro ano em 19º lugar.  Na temporada seguinte, ele pontuou em seis provas, mas acabou na 21ª posição. A virada veio em 2016, quando se mudou para o Team Abt e alcançou seu primeiro pódio em Hockenheimring e sua primeira vitória em Norisring, à frente de Tom Blomqvist. Assim, Müller termina em 9º na classificação final, com 88 pontos.

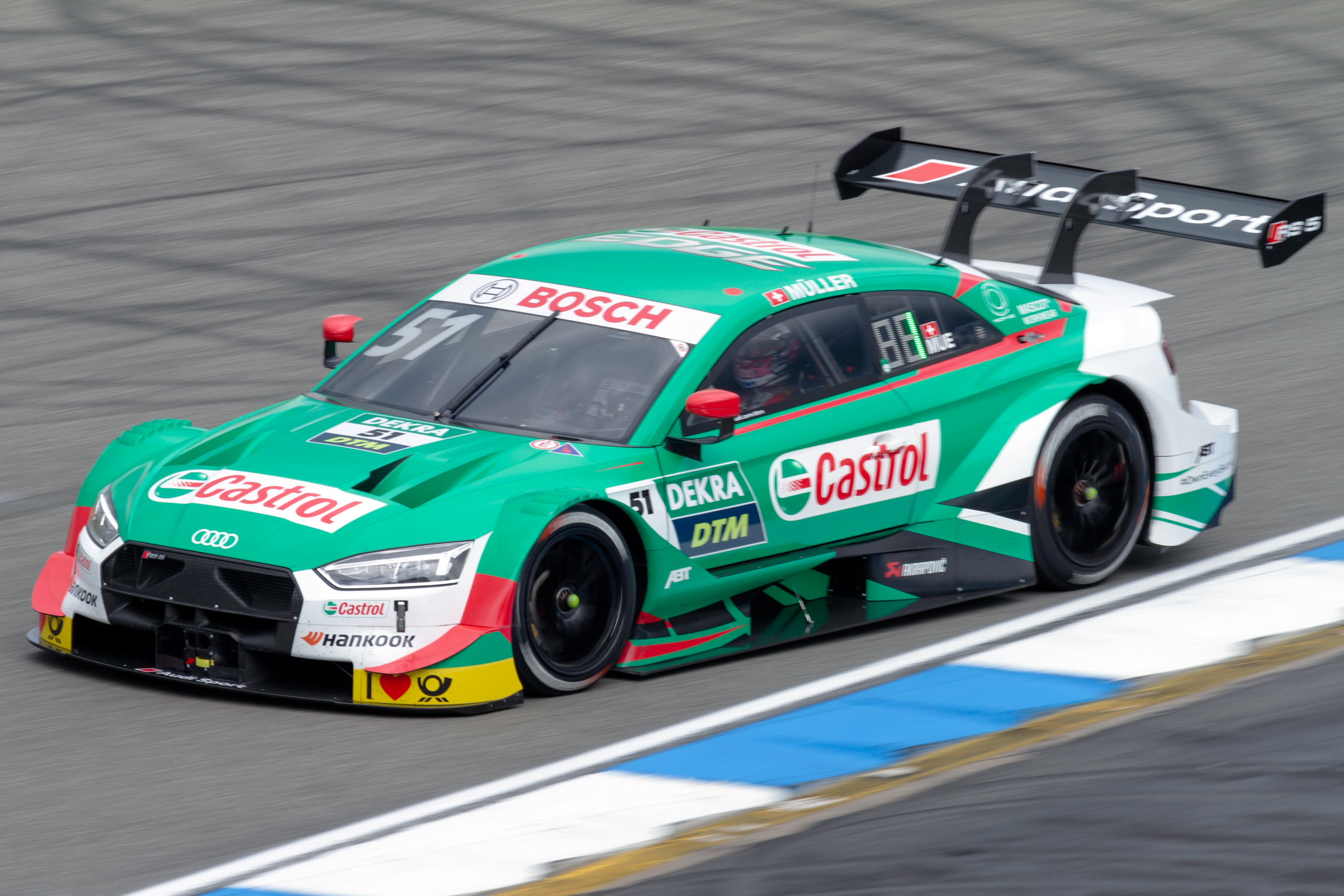
Müller na DTM em 2019.

Nos dois anos seguintes, ele conquistou mais cinco pódios, mas não conseguiu a vitória. O jejum foi quebrado na temporada 2019, na qual ele venceu três vezes e somou mais sete pódios, que o levaram à segunda posição no ranking geral, atrás apenas de René Rast, com o vice-campeonato sendo selado após a vitória na corrida que encerrou 2019. A temporada seguinte revelou-se ainda mais positiva que a anterior, com seis vitórias, e Müller chegou a liderar o campeonato, mas foi ultrapassado por Rast a partir de Zolder. O suíço levou a disputa do título até a última prova em Hockenheimring, porém, Rast a venceu e Müller foi mais uma vez foi vice-campeão.
Em 2021, regressa ao Team Rosberg, com o qual se estreou em 2016. Com o Audi R8 LMS Evo, chega ao pódio já na segunda corrida em Monza. No ano seguinte, Müller foi confirmado pela equipe, e n segunda corrida da temporada, em Portimão, voltou a vencer, batendo Felipe Fraga e Mirko Bortolotti. Fez mais um pódio em Ímola e fechou o ano com 105 pontos, sendo sétimo colocado. Em setembro de 2022 anunciou que deixaria a marca Audi no final do ano.

### Corridas de resistência
Em novembro de 2017, Müller participou das 6 Horas de Xangai substituindo James Rossiter pela G-Drive Racing. Além disso, novamente com a Audi ele correu na série de resistência GT World Challenge Europe, juntamente com Frédéric Vervisch e Valentino Rossi.
Em 2022, ano que ficou fora da Fórmula E, Müller conciliou a DTM com sua jornada no Campeonato Mundial de Endurance da FIA, onde ingressou na Vector Sport para correr na categoria LMP2. Ele também correu as 24 Horas de Daytona novamente na classe LMP2 com High Class Racing, ao lado de Dennis Andersen, Fabio Scherer e Anders Fjordbach.
Para a temporada seguinte, Müller, juntamente com René Rast, tinham sido anunciados como dois dos pilotos do novo programa LMDh da Audi no Mundial de Endurance. Mas em julho de 2022, a marca alemã congelou o programa, adiando a sua estreia, e depois cancelou totalmente o programa. Por isso, Müller anuncia sua despedida da Audi para se vincular ao projeto Hypercar da Peugeot, com o suíço se juntando à equipe francesa nas 8 Horas do Barém, última etapa da temporada 2022.

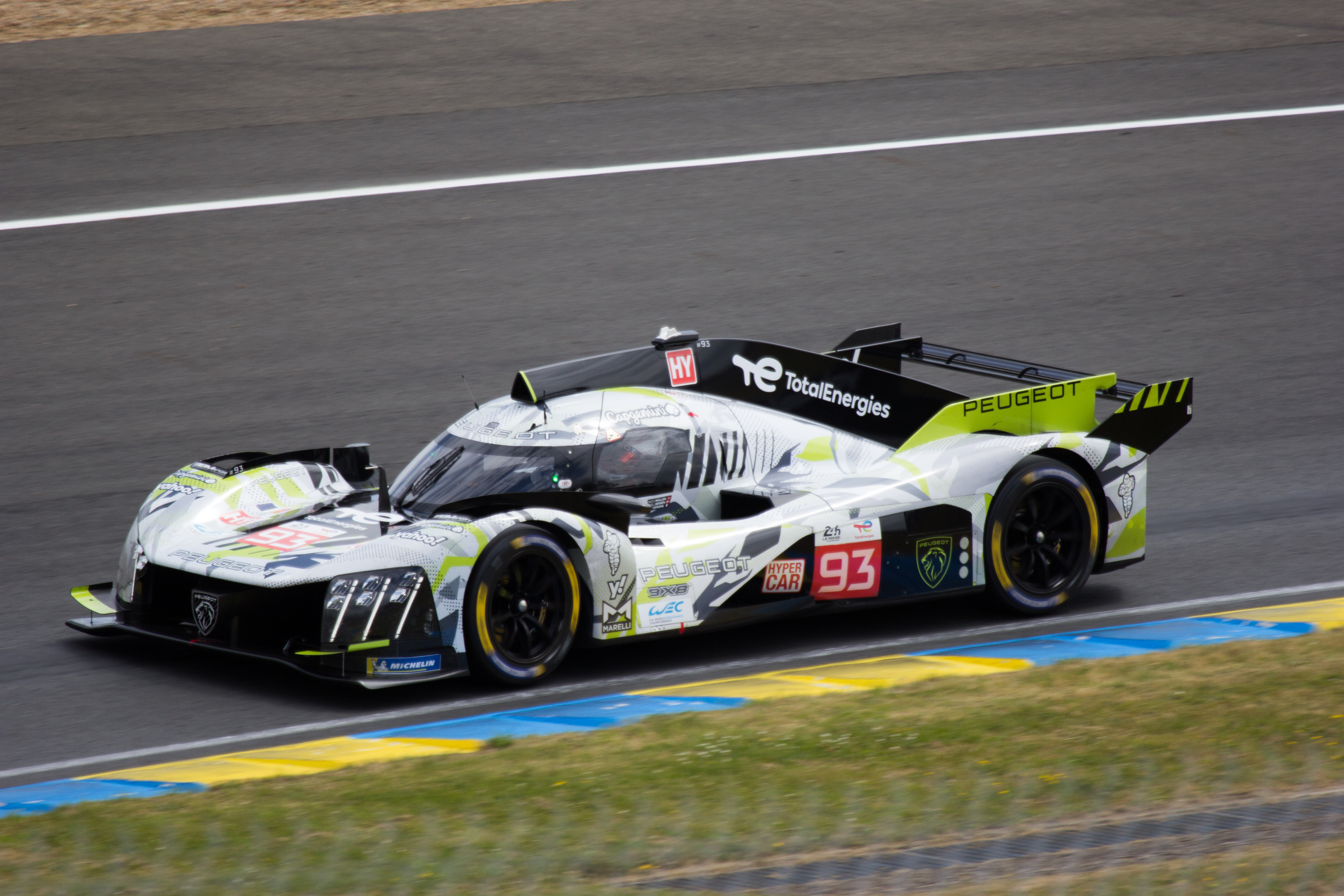
Carro de Müller, Vergne e Jensen nas 24 Horas de Le Mans de 2024

Nico foi confirmado pela equipe francesa para a temporada 2023 junto com Gustavo Menezes e Loïc Duval. Mas devido a uma lesão, Müller perdeu as 6 Horas de Fuji e foi substituído por Stoffel Vandoorne. As suas participações ficaram aquém das expectativas, conseguindo alcançar como melhor resultado um quinto lugar nas 6 Horas de Portimão.
Permaneceu na equipe também em 2024, mas mudou de companheiro, ao seu lado encontrou Jean-Éric Vergne e Mikkel Jensen. Mas infelizmente os resultados não melhoram, o Peugeot 9X8 não se mostrou competitivo, embora Müller tenha alcançado seu melhor resultado nas 24 Horas de Le Mans naquele ano, com o 12º lugar tanto na classificação geral quanto na Hypercar. Assim, em julho de 2024, foi anunciada a separação entre o piloto suíço e a equipe Peugeot no final da temporada. Um mês depois, ele foi anunciado como piloto de fábrica da Porsche.

### Fórmula E
Antes da temporada 2017–18, Müller assumiu as funções de teste e reserva da equipe Audi Sport ABT Schaeffler. Ele fez sua estreia na Fórmula E no teste oficial de novatos em Marraquexe em janeiro de 2018. Liderando as planilhas de tempo durante a sessão, Müller repetiu o feito no mesmo teste no ano seguinte.

#### Dragon
Em setembro de 2019, foi anunciado que Müller havia sido contratado pela equipe GEOX Dragon para a disputa da temporada de 2019–20, ao lado de Brendon Hartley, não pontuando em nenhuma prova. Ele permaneceu com a equipe, que foi renomeada para Dragon / Penske Autosport, para 2020–21, marcando seu primeiro pódio com o segundo lugar em Valência, e saindo após o ePrix de Mônaco, devido a vários compromissos conflitantes em outras categorias que disputava, sendo substituído por Joel Eriksson pelo restante da temporada.

#### ABT Cupra

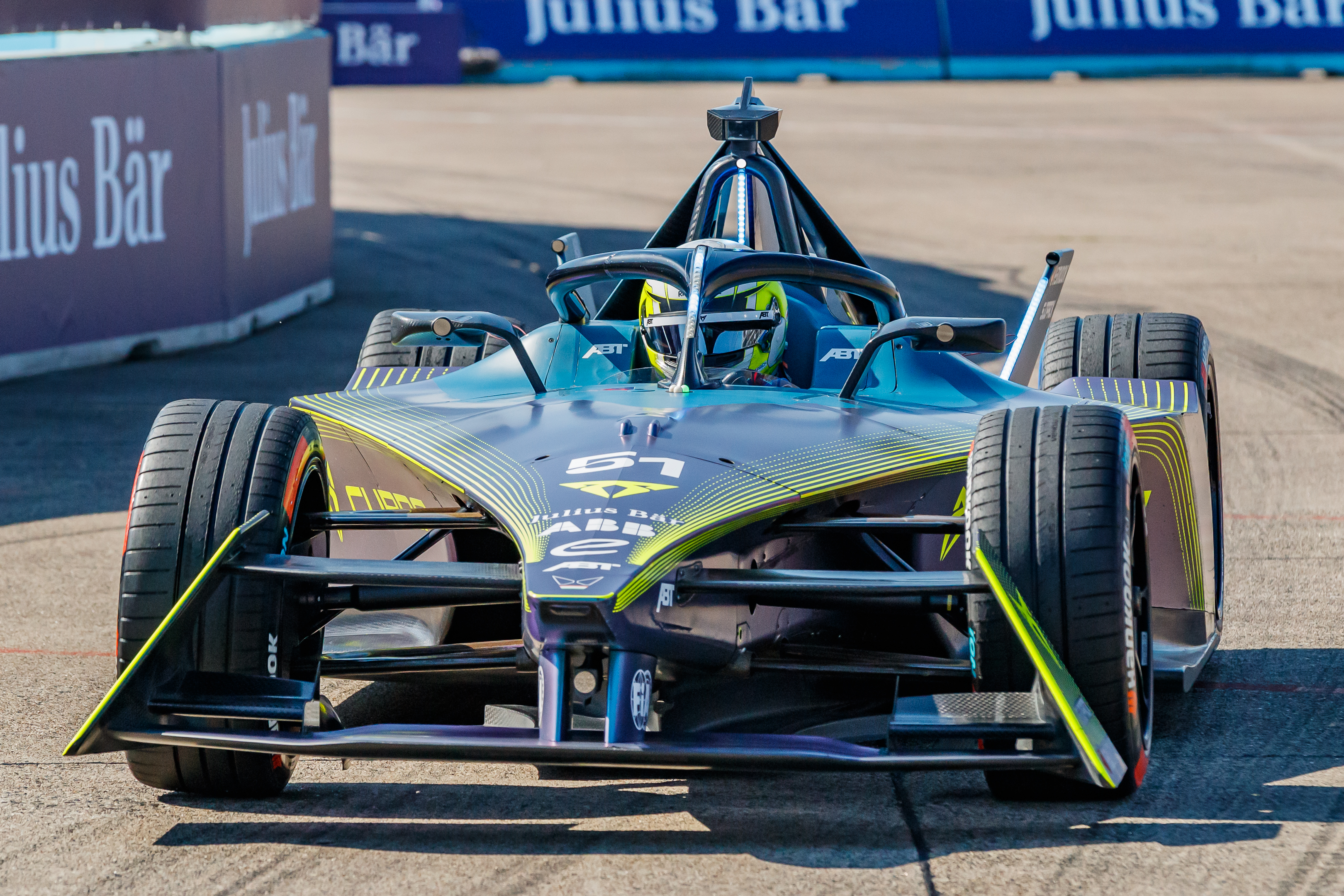
Müller no ePrix de Berlim de 2023

Após Müller permanecer uma temporada fora da disputa da Fórmula E, em 24 de agosto de 2022, foi anunciado sua contratação pela equipe ABT CUPRA Formula E Team para a disputa da temporada de 2022–23 ao lado de Robin Frijns. Foi um retorno decepcionante para Müller e a ABT Cupra, já que a equipe ficou em último lugar, passando a maior parte da temporada fora dos pontos. Mesmo assim, o suíço foi o melhor piloto da ABT, tendo pontuado em quatro etapas e alcançado um sexto lugar na corrida 1 do ePrix de Roma como melhor resultado, somando 15 pontos e ficando em 19º lugar.

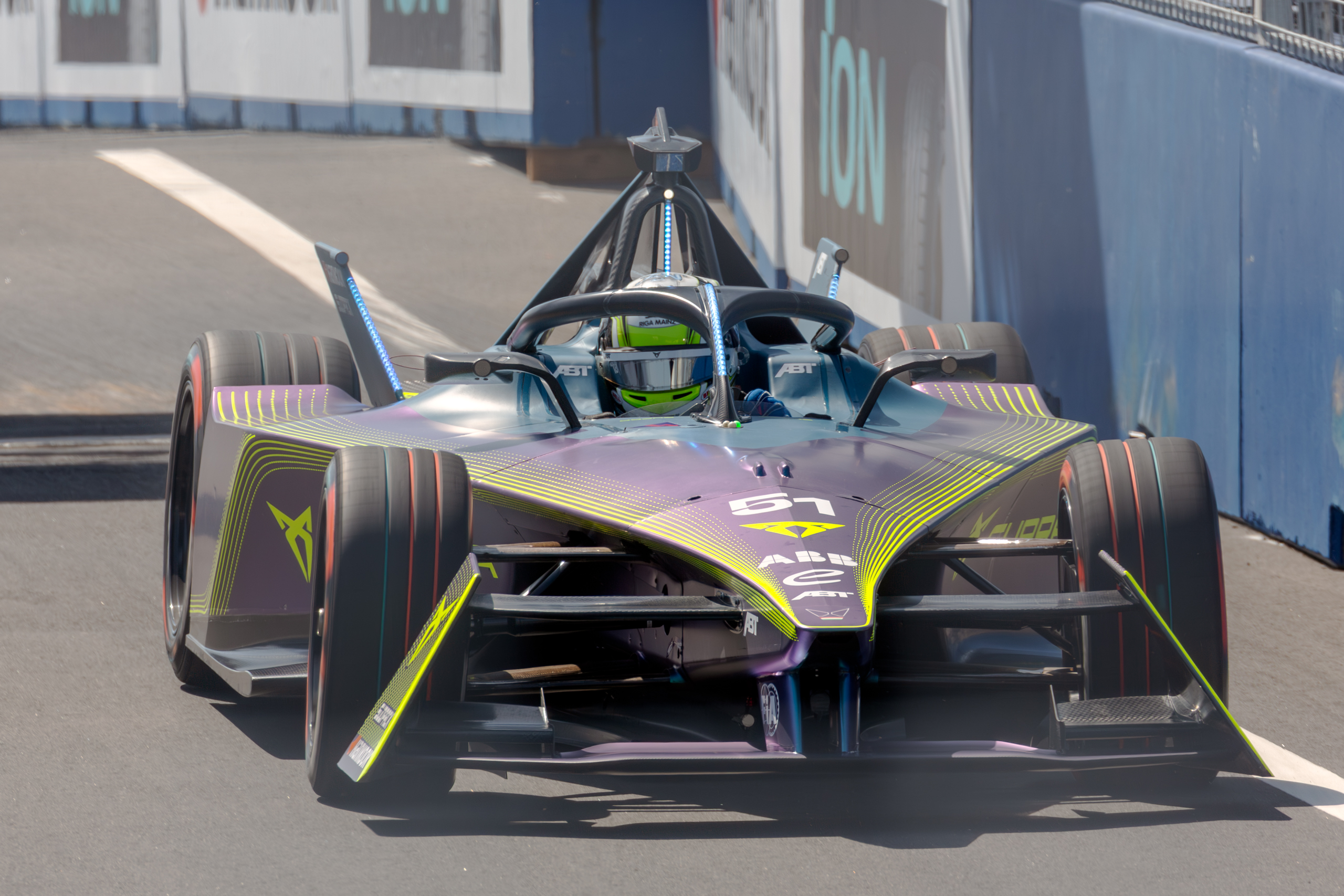
Müller na classificação do ePrix de Tóquio de 2024

Ele permaneceu com a equipe ABT CUPRA para a disputa da temporada de 2023–24, com Robin Frijns sendo substituído por Lucas di Grassi. Enquanto a equipe continuou a lutar com velocidade durante a temporada, Müller chegou perto de um pódio, perdendo na corrida sprint de Misano até a linha de chegada, para terminar como quarto colocado, seu melhor resultado da temporada. Müller encerrou o ano em 12º, com 52 pontos, fazendo 13 vezes mais pontos que Di Grassi.
Mesmo assim, em 16 de julho de 2024, a ABT anunciou que Müller deixaria a equipe no final da temporada. A equipe passou a ser parceira da Lola e da Yamaha, e manteve Di Grassi, colocando o barbadiano da Fórmula 2 Zane Maloney para correr no lugar de Müller.

#### Andretti
Em 13 de agosto de 2024, foi anunciado que Müller havia se juntado à equipe Andretti para a disputa da temporada de 2024–25 da Fórmula E. Com isso, o piloto suíço se tornou parceiro do campeão da nona temporada, Jake Dennis, na equipe estadunidense, correndo com o trem de força Porsche 99X Electric da Andretti, marca alemã da qual Müller se tornou piloto de fábrica nesse mesmo ano. Müller chegou a conquistar seu primeiro pódio com a equipe norte-americana ao ser promovido a terceiro colocado no ePrix de Jacarta, beneficiado por uma punição sofrida por Sébastien Buemi, mas o suíço da Envision conseguiu reverter a decisão quase duas semanas depois, e com isso, Müller voltou a ser quarto colocado.